# Корінні породи
Корінні́ поро́ди (рос. коренные породы, англ. country rock, bed rock; нім. Muttergesteine n pl) —
1. В геології — породи, які залягають на місці свого постійного залягання, тобто корінні породи не переміщені процесами денудації або не перетворені в елювії. За походженням їх поділяють на вивержені (магматичні), осадові й метаморфічні (видозмінені).
2. У геоморфології древніші по відношенню до рельєфу породи (наприклад, неогенові породи — корінні породи по відношенню до четвертинних форм рельєфу).